# Xã Walshville, Quận Walsh, Bắc Dakota
Xã Walshville (tiếng Anh: Walshville Township) là một xã thuộc quận Walsh, tiểu bang Bắc Dakota, Hoa Kỳ. Năm 2010, dân số của xã này là 112 người.